# Mint To Be
Mint To Be (tiếng Thái: Mint To Be – นายนั่นแหล่ะ... คู่แท้ของฉัน; RTGS: Mint To Be – Nai Nan Lae Khu Thae Khong Chan) là một bộ phim truyền hình Thái Lan phát sóng năm 2018 với sự tham gia của Perawat Sangpotirat (Krist) và Worranit Thawornwong (Mook).
Bộ phim được đạo diễn bởi Kanittha Kwunyoo và sản xuất bởi GMMTV và Baa-Ram-Ewe. Đây là một trong mười dự án phim truyền hình cho năm 2018 được GMMTV giới thiệu trong sự kiện "Series X" vào ngày 1 tháng 2 năm 2018. Bộ phim được phát sóng vào lúc 20:30 (ICT), Chủ nhật trên GMM 25 và phát lại vào 22:20 (ICT) cùng ngày trên LINE TV, bắt đầu từ ngày 29 tháng 7 năm 2018. Bộ phim kết thúc vào ngày 30 tháng 9 năm 2018.

## Diễn viên
Dưới đây là dàn diễn viên của bộ phim:

### Diễn viên chính
- Perawat Sangpotirat (Krist) vai Mint
- Worranit Thawornwong (Mook) vai Bebe

### Diễn viên phụ
- Nawat Phumphotingam (White) vai Bo
- Nara Thepnupa vai Bambam
- Jirakit Kuariyakul (Toptap) vai Wave
- Maripha Siripool (Wawa) vai Nook
- Weerayut Chansook (Arm) vai Oat
- Supranee Jayrinpon (Kai) vai Mai
- Tatchakorn Boonlapayanan (Godji) vai Jelly
- Suchada Poonpattanasuk (Hoom) vai Boom
- Duangjai Hathaikarn vai bà Buathong
- Praeploy Oree vai Oeae
- Sarunthorn Klaiudom (Mean) vai Tubtim

## Nhạc phim
| Tên bài hát                                        | Thể hiện                    | Ref.  |
| -------------------------------------------------- | --------------------------- | ----- |
| ยิ่งปฏิเสธยิ่งรักเธอ (Ying Pa Ti Set Ying Ruk Tur)       | Worranit Thawornwong (Mook) | [ 7 ] |
| ประตูอากาศและวันดีดี (Pra Too Ar Kard Lae Wan Dee Dee) | Perawat Sangpotirat (Krist) | [ 8 ] |